# Следы на снегу (фильм, 2014)
«Следы на снегу» — российский документальный фильм писателя Владимира Козлова 2014 года. Фильм рассказывает о сибирском панк-роке второй половины 1980-х годов. Вышел в прокат в России 16 октября 2014 года.

## Производство
Писатель Владимир Козлов около 25 лет слушал сибирский панк, но поскольку об этом явлении никогда ничего не было снято, решил заняться этим сам. Деньги на фильм собирались через краудфандинг. Первая попытка провалилась, поскольку была заявлена большая сумма и она не была собрана. Со второй попытки удалось собрать меньшую сумму и съёмки были начаты. В конце апреля 2014 года короткометражная версия фильма принимала участие на национальном фестивале кинодебютов «Движение». В начале декабря в Москве, в Центре документального кино, фильм был представлен на кинофестивале «Панк вокруг света».
Название фильма отсылает к одноимённой песне «Гражданской обороны» из альбома 1987 года «Мышеловка».

## Сюжет
Фильм рассказывает о панк-рок сообществе, которое сформировалось и существовало в Новосибирске, Омске и Тюмени во второй половине 1980-х годов — это «Гражданская оборона», «Инструкция по выживанию», «Пищевые отходы», «Кооператив Ништяк», «Путти», «БОМЖ», «Культурная Революция», Янка Дягилева и другие. Участники тех событий вспоминают о себе и о времени, о том как знакомились друг с другом и как начинали играть. Об истории создания в Тюмени в 1985 году рок-клуба. О Новосибирском Академгородке, как «оазисе» и «зоне свободомыслия». Фестиваль в Новосибирске в 1987 году. Квартирники, записи песен в домашних условиях и распространение записей. Сибирский панк на фестивале в Подольске в 1987 году. Подпольные музыкальные журналы. Фестивали 1988 года — Тюмень и Москва. Коммерция в музыке. Заканчивается фильм рассуждениями о закате сцены с развалом Советского Союза.
В фильме использованы и различные архивные материалы.

## Приняли участие
- Александр Андрюшкин
- Владимир Богомяков
- Анна Владыкина
- Сергей Гурьев
- Игорь «Джефф» Жевтун
- Владимир Зюбин
- Александр Келемзин
- Евгений «Джексон» Кокорин
- Наталья «Комета» Комарова
- Валерий Кочнев
- Евгений «Джек» Кузнецов
- Николай «Ник Рок-н-Ролл» Кунцевич
- Александр Кушнир
- Сергей Летов
- Валерий Мурзин
- Мирослав Немиров
- Гузель Немирова (Салаватова)
- Роман Неумоев
- Игорь Плотников
- Михаил Поздняков
- Александр Рожков
- Валерий Рожков
- Кирилл Рыбьяков
- Константин «Кузя УО» Рябинов
- Артур Струков
- Олег «Манагер» Судаков
- Олег «Сур» Сурусин
- Олег «Берт» Тарасов
- Сергей Фирсов
- Фёдор Фомин
- Александр Чиркин

## Критика
С одной стороны, фильм представляет собой интересный документ эпохи, но с другой — зрители отмечают плохую работу со звуком и монтажом: в разных местах фильм звучит по-разному, более того — звук может меняться даже в пределах одного интервью, между нарезками в интервью также нет плавных переходов. Ещё режиссёр принципиально отказался от закадрового авторского текста, но поскольку некоторые места посчитал нужным разъяснить, это было сделано при помощи титров.